# Mongólia hadereje
Mongólia hadereje a szárazföldi erőkből és a légierőből épül fel. 

## Fegyveres erők létszáma
- Aktív: 70 000 fő (melyből 8 000 fő sorozott)
- Tartalékos: 250 000 fő

## Szárazföldi erők
Létszám
50000 fő
Állomány
- 6 gépesített lövész ezred
- 1 tüzér ezred
- 1 gyorsreagálású gépesített zászlóalj

Felszerelés
- 370 db harckocsi (T–54/–55)
- 250 db harckocsi (T–62)
- 85 db harckocsi (T–72)
- 150 db felderítő harcjármű (BRDM–1)
- 120 db felderítő harcjármű (BRDM–2)
- 310 db páncélozott gyalogsági harcjármű (BMP–1)
- 300 db páncélozott szállító jármű (BTR–60)
- 40 db páncélozott szállító jármű (BTR–70)
- 450 db páncélozott szállító jármű (BTR–80)
- 500 db vontatásos tüzérségi löveg

## Légierő
Létszám
1600 fő
Felszerelés
- 10 db harci repülőgép (MiG–21)
- 8 db harci repülőgép (MiG–27)
- 10 db harci repülőgép (MiG–29)
- 5 db harci repülőgép (Szu-27)
- 15 db szállító repülőgép
- 25 db harci helikopter (Mi–8)
- 25 db harci helikopter (Mi–24)